# Phygadeuon arcticus
Phygadeuon arcticus är en stekelart som först beskrevs av Thomson 1884.  Phygadeuon arcticus ingår i släktet Phygadeuon och familjen brokparasitsteklar. Arten är reproducerande i Sverige. Inga underarter finns listade i Catalogue of Life.